# Восходящий (Оренбургская область)
Восходя́щий — посёлок в Ташлинском районе Оренбургской области. Входит в состав Яснополянского сельсовета.

## География
Посёлок расположен на правом берегу реки Киндель напротив села Алексеевка, на расстоянии 2 км к востоку от Ясной Поляны, 26 км к востоку от села Ташла, административного центра района, и 135 км к западу от Оренбурга.
Имеется подъездная дорога (через Ясную Поляну) от автодороги Илек — Ташла.

## История
В 1966 году указом Президиума Верховного Совета РСФСР посёлок отделения № 6 совхоза имени Магнитостроя переименован в Восходящий.

## Население
| 2010 |
| ---- |
| 320  |